# Lamprochromus buchtojarovi
Lamprochromus buchtojarovi is een vliegensoort uit de familie van de slankpootvliegen (Dolichopodidae). De wetenschappelijke naam van de soort is voor het eerst geldig gepubliceerd in 1988 door Negrobov & Chalaya.